# Bolivar E. Kemp
Bolivar Edwards Kemp, född 28 december 1871 i Saint Helena Parish i Louisiana, död 19 juni 1933 i Amite City i Louisiana, var en amerikansk demokratisk politiker. Han var ledamot av USA:s representanthus från 1925 fram till sin död.
Kemp studerade juridik och inledde 1897 sin karriär som advokat i Amite City. Han efterträdde George K. Favrot som kongressledamot år 1925, avled i ämbetet år 1933 och efterträddes av Jared Y. Sanders Jr. Kemp gravsattes på Amite Cemetery i Amite City.